# Søren Frellesen
Søren Frellesen (født 21. april 1970) er en dansk skuespiller, manuskriptforfatter og filminstruktør.

## Filmografi

### Som skuespiller
- Jolly Roger (2001)
- John og Mia (2002)
- Den gode strømer (2004)
- Sprængfarlig bombe (2006)
- Anja og Viktor - Brændende kærlighed (2007)

### Som instruktør
- Anja og Viktor - I medgang og modgang (2008)

### Som manuskriptforfatter
- Davids bog (1996)
- Kærlighed ved første hik (1999)
- Ørkenens juvel (2001)
- Anja og Viktor - Kærlighed ved første hik 2 (2001)
- Min søsters børn (2001)
- Min søsters børn i sneen (2002)
- Nikolaj og Julie (2002-2003)
- Min søsters børn i Ægypten (2004)
- Tempelriddernes skat (2006)
- Tempelriddernes skat II (2007)
- Anja og Viktor – brændende kærlighed (2007)
- Anja & Viktor - i medgang og modgang (2008)